# Cimanuk (Cimanuk)
Cimanuk is een bestuurslaag in het regentschap Pandeglang van de provincie Banten, Indonesië. Cimanuk telt 4883 inwoners (volkstelling 2010).